# Hyles gratiosissima
Hyles gratiosissima är en fjärilsart som beskrevs av Turati och Krüger 1936. Hyles gratiosissima ingår i släktet Hyles och familjen svärmare. Inga underarter finns listade i Catalogue of Life.